# Chlorocypha bambtoni
Chlorocypha bambtoni es una especie de artrópodos odonatos pertenecientes a la familia Chlorocyphidae. Es endémico de Angola. Su hábitat natural son las montañas y ríos subtropicales o tropicales. 